# Apolysis corollae
Apolysis corollae är en tvåvingeart som beskrevs av Greathead 1966. Apolysis corollae ingår i släktet Apolysis och familjen svävflugor.
Artens utbredningsområde är Tanzania. Inga underarter finns listade i Catalogue of Life.